# Till

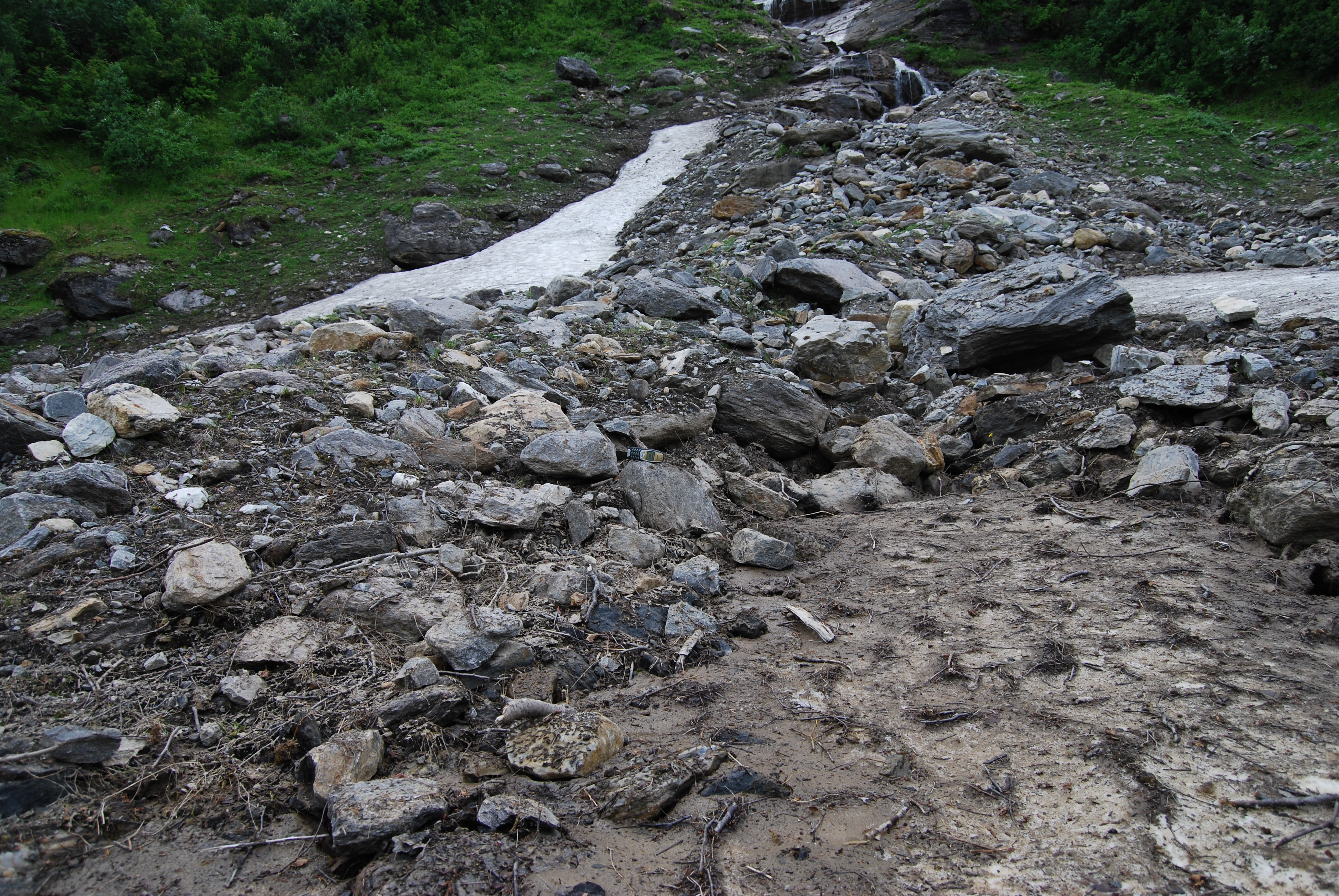
Detail na till po sesuvu laviny. Jsou vidět různé velikosti klastů a chaotická struktura

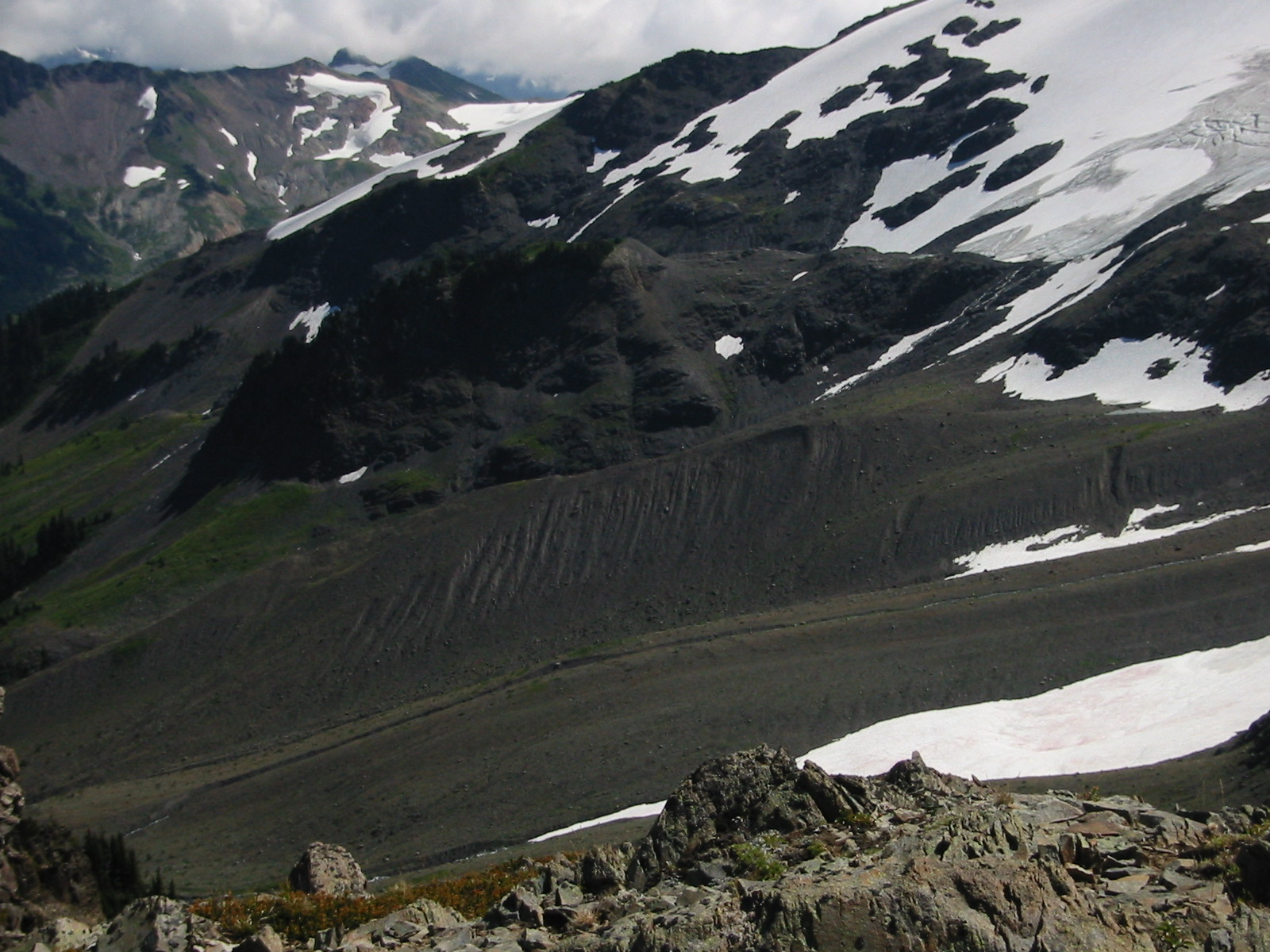
Boční moréna tvořená tillem.

Till je chemicky i mineralogicky nevytříděný sediment, který vzniká vlivem ledovcové činnosti většinou před tělesem ledovce. Till je sediment, ve kterém je možné rozeznat celé velikostní spektrum částic, od malých jílových částic po balvany o velikosti několika metrů. Till je základní stavební jednotkou morény.
V závislosti na podloží a okolních horninách se pak liší samotné mineralogické složení jednotlivého tillu a velikosti zrn, můžeme se setkat s jílovým tillem, písčitým tillem, kamenným tillem atd. Till je součástí přední (čelní) morény, střední morény a bazální morény. Till je často odnášen z okolí morény vodní erozí, jeho části potom tvoří pod morénou výplavový vějíř.
Till se dělí dle několika způsobů:
- primární till
- sekundární till

dále pak na:
- deformační till – vznikající z báze pod ledovcem postupným odlamováním, jedná se o deformační mechanismus vzniku, kdy till vzniká pod ledovcem
- lodgement till – vzniká ukládáním z báze ledovce a následnou sedimentací klastických částic při odtávání ledu
- subglaciální melt-out till
- supraglaciální melt-out till
- flow till – vzniká skluzy po ledovci
- subakvatický till – ukládá se z ledovce do vody